# Elsewhere for 8 Minutes
 (août 2009).
 (février 2019).
Si vous disposez d'ouvrages ou d'articles de référence ou si vous connaissez des sites web de qualité traitant du thème abordé ici, merci de compléter l'article en donnant les références utiles à sa vérifiabilité et en les liant à la section « Notes et références ».
Albums de Something for Kate
Beautiful Sharks
(1999)
Elsewhere for 8 Minutes est le premier album du groupe australien Something for Kate. Il a été lancé en 1997 par le label Murmur. Le nom se réfère au temps que prend la lumière pour voyager du soleil jusqu'à la planète Terre. Il y a eu quatre singles sortis de cet album : Captain, Prick, Working Against Me et Roll Credit. Cet album contient également la chanson favorité du public, Pinstripe.  Julian Carrol avait décidé de quitter le groupe avant que cet album ne soit enregistré, mais accepta tout de même de l'enregistrer en guise de dernier accomplissement. Il quitta le groupe peu de temps après sa complétion.

## Pistes
1. Anarchitect – 3:50
2. Pinstripe – 6:10
3. Captain (Million Miles an Hour) – 4:42
4. Paintbrushes – 4:48
5. Prick – 3:37
6. Glass Timing – 4:28
7. Soundczech – 6:12
8. Working Against Me – 4:41
9. Strategy – 5:57
10. Roll Credit – 4:13
11. Like Bankrobbers – 5:26
12. The Last Minute – 3:35

## Membres du groupe
- Paul Dempsey - Guitare/claviers/voix
- Julian Carroll - Guitare basse
- Clint Hyndman - Batterie

## Personnel additionnel
- Claudia Price - Violoncelle
- Rodd Bamman - Alto
- Miranda Adams - Violon
- Jocelyn Healy - Violon
- Stephen Small - Piano / accords de piano
- Cordes arrangées par Stephen Small